# Maelo Ruiz

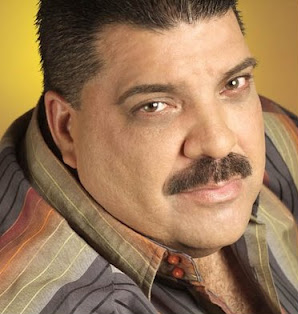
Maelo Ruiz

Ismael „Maelo“ Ruiz Hernández (* 22. Oktober 1966 in New York City) ist ein Salsamusiker puerto-ricanischer Abstammung.

## Leben
Maelo Ruiz wurde in den Vereinigten Staaten geboren, doch bereits 1970 ging seine Familie wieder in ihre Heimat Puerto Rico zurück. Seine Karriere begann Ruiz mit 16 Jahren an der Escuela Libre de Música de Caguas. 1985 wurde er Sänger bei Pedro Conga y Orquesta Internacional und blieb dort bis 1992. Mit dem Hit No Te Quites La Ropa verkauften sie mehr als 50.000 Tonträger und gewannen die erste goldene Schallplatte in Puerto Rico.
Mit weiteren Songs wie Atrévete, Vicio, Quiero Volver, Si Supieras, Te Quiero Amor und Me Niegas Tanto Amor wurde Maelo Ruiz als Salsamusiker in Lateinamerika international bekannt.
1994 brachte er sein erstes Album Solo als Solokünstler heraus, zu dem unter anderem der Titel Te Necesito Mi Amor gehörte, der sich vier Wochen lang in den kolumbianischen Charts auf Platz eins hielt. Ebenfalls hohe Platzierungen erreichte er in Panama, Venezuela, Miami, Los Angeles und Chicago.
Das zweite Album Maelo Experiencia aus dem Jahr 1996 erreichte mit Songs wie Te Amo, El Reloj Cucu, La Primera Noche und La Dueña De Mi Corazón auch das Publikum in Texas und Mexiko.
Mit Maelo Ruiz aus dem Jahr 1999 und Liedern wie Oh Mujer, A Media Luz und Maldito schaffte Maelo Ruiz auch den Durchbruch in der europäischen Salsaszene. 2003 gründete er sein eigenes Plattenlabel Codiscos. Aktuell ist Maelo Ruiz unter anderem an der Universidad Autonoma de Guadalajara Campus Tabasco in Mexiko beschäftigt und fördert dort junge musikalische Talente.

## Diskografie
- Solo (1994)
- Maelo Experiencia (1996)
- Maelo Ruiz (1999)
- Otra Vez Maelo Ruiz (2003)
- En Tiempo De Amor (2004)
- Regálame Una Noche (2005)
- El Cantante Del Amor (2006)
- Puro Corazón (2007)
- A Dos Épocas (2009)
- Amor y Sentimiento (2010)

## Hitsingles
- Así no se da el amor
- A Media Luz
- Amiga
- Amor Sin Condición
- Amor No Me Ignores
- Así Eres Tú
- Bésame
- Culpable o No
- Contra Viento y Marea
- Deseo
- Entrégate
- Este Amor
- La Primera Noche
- La Única
- Me Niegas Tanto Amor
- Mi Mundo es de Ella
- Nadie Igual Que Tú
- No Me Digas Que Te Vas
- Por Favor Señora
- Quiero Volver
- Regálame Una Noche
- Sin Corazón
- Si Supieras
- Te Necesito Mi Amor
- Te Va a Doler
- Vuelve a Ser Mía
- Y es Por Ti
- Y Si Ella No Vuelve
- El Merecumbe De Mi Tierra

## Preise und Auszeichnungen
- Mejor Salsero de 1995[2] in Peru und Ecuador
- Rumba de Oro (1995)